# 无忧妙
无忧妙（梵语：अशोकसुन्दरी）是印度教的一位女神，湿婆和雪山神女的女儿。她的故事出现在《蓮花往世书》中。这位女神在南印度主要以Bala Tripurasundari爲化身受崇拜。

## 词源
无忧妙是由如意树创造的，当时雪山神女希望有一个女儿以减少她的孤独感。无忧妙的名字来源于此。Ashoka指减少雪山神女的shoka，即忧伤，而sundari的意思是“美女”。

## 传奇
无忧妙的诞生记录在《蓮花往世书》中。在友邻王故事中，雪山神女曾请求湿婆带她去世界上最美丽的花园。湿婆带她去了難檀槃那園，在那里雪山神女看到了如意树，它可以实现任何愿望。自从雪山神女的儿子室建陀长大后就离开了吉罗娑，作为一个母亲，雪山神女感到无比的忧伤和孤独。她想从如意树求得一个女儿，以摆脱孤独。她的愿望实现了，无忧妙诞生了。雪山神女预言，无忧妙会按照命运的安排嫁给将来代替因陀罗为天帝的月亮王朝友邻王。
有一次，无忧妙和她的侍女们在難檀槃那園漫游，一个叫做浑陀的阿修罗看到了她并爱上了她。然而，女神拒绝了浑陀的要求，并告诉他她命中注定与友邻结婚。浑陀伪装成一个丈夫被浑陀杀害的寡妇，并要求无忧妙陪她到居住地。无忧妙和伪装的浑陀一起去了浑陀的宫殿。无忧妙得知被欺骗，诅咒浑陀将被友邻杀死，然后逃至吉罗娑。
浑陀将婴儿友邻绑架到他的宫殿，然而却被浑陀的一名女仆救出给极欲仙人照顾。几年后，友邻长大了，明白了自己将要杀死浑陀的命运。浑陀绑架了无忧妙并告诉她友邻已被其杀死了。女神得到了一对紧那罗夫妇的安慰，他们告诉她友邻健在，并预言她会生下一个强大的儿子迅行和一百个漂亮的女儿。友邻与浑陀开战，在一场激烈的战斗后友邻打败了浑陀，救出了无忧妙，他和无忧妙结婚。后来，在因陀罗空缺时，友邻暂时被任命为天帝。

## 发展
无忧妙在印度神话中很少被提及。她的故事只出现在《蓮花往世书》中。在一部关于湿婆的电视连续剧 《众神之神》中的出现让她引起了许多人的注意。她后来也出现在其他系列剧中，例如 《除障者伽内什》。